# Vozinha
Vozinha, właśc. Josimar Évora Dias Silva (ur. 3 czerwca 1986 w Mindelo) – kabowerdeński piłkarz grający na pozycji bramkarza. Od 2022 roku jest zawodnikiem klubu AS Trenčín.

## Kariera klubowa
Swoją karierę piłkarską Vozinha rozpoczął w klubie Batuque FC. W jego barwach zadebiutował w Campeonato Nacional i São Vicente Island League. W 2010 roku wygrał rozgrywki tej drugiej ligi. W latach 2011–2012 grał w CS Mindelense. W 2012 roku przeszedł do angolskiego klubu Progresso do Sambizanga. W 2014 roku wrócił do CS Mindelense, gdzie spędził sezon 2014/2015.
W 2015 roku Vozinha przeszedł do mołdawskiego Zimbru Kiszyniów. W sezonie 2015/2016 zajął z nim 3. miejsce w pierwszej lidze mołdawskiej. W 2016 roku odszedł do portugalskiego Gil Vicente FC, grającego w drugiej lidze. W latach 2017–2022 był zawodnikiem cypryjskiego AEL Limassol. W sezonie 2018/2029 zdobył z nim Puchar Cypru. W 2022 przeszedł do AS Trenčín, z którego w 2023 był wypożyczony do Batuque FC.

## Kariera reprezentacyjna
W reprezentacji Republiki Zielonego Przylądka Vozinha zadebiutował 8 września 2012 roku w wygranym 2:0 meczu kwalifikacji do Pucharu Narodów Afryki 2013 z Kamerunem. W 2013 roku został powołany do kadry na Puchar Narodów Afryki 2013, w 2015 na Puchar Narodów Afryki 2015, w 2021 na Puchar Narodów Afryki 2021, a w 2024 na Puchar Narodów Afryki 2023.